# ČŠK Riegel
ČŠK Riegel (Český šermířský klub Riegel z.s.) je nejstarší do současné doby bez přerušení činný šermířský klub na území Česka. Založen byl roku 1902 a je rovněž jedním z devíti zakládajících členů Mezinárodní šermířské federace (FIE).

## Historie

### Název klubu
Klub je pojmenován po šermířském mistrovi, nadporučíku Dominiku Riegelovi. V klubu ČŠK Riegel působil i Vilém Goppold von Lobsdorf, první český olympionik, který vybojoval olympijskou medaili v šermu jednotlivců.

### Založení klubu
Počátky klubu sahají do roku 1890, kdy vzniká Šermířský klub Riegel pod vedením nadporučíka Dominika Riegela. Roku 1902 odchází nadporučík Riegel na odpočinek a klub se rozpadá na českou a německou část. Čeští členové pak v červnu 1902 zakládají „Český šermířský klub Riegel“. Jak je patrno z názvu, tak klubu bylo z piety k bývalému mistrovi ponecháno přízvisko „Riegel“. 

### Sídla klubu
Klub nejprve působil v Mikulandské ulici v domě Na Studenci a poté se roku 1909 přesunul do pronajatých místností v Měšťanské besedě v Jungmannově ulici. Roku 1930 klub nalézá nové působiště v paláci Hutní a báňské společnosti na Praze 1 v Jungmannově 1, kde sídlí s několika vynucenými přestávkami až dodnes.

### Český šermířský klub vs. ČŠK Riegel
V Praze, v Colloredo-Mansfeldském paláci působil starší, již zaniklý klub francouzské školy šermu. Jednalo se o Český šermířský klub, který v některých publikacích bývá s ČŠK Riegel zaměňován. 

### Zlatá medaile FIE, 2002
Roku 2002 FIE udělila Českému šermířskému klubu Riegel u příležitosti stého výročí založení klubu v roce 1902 Zlatou medaili FIE.